# Davood Ghadami
Davood Ghadami (Persa: داود قدمی), es un actor británico-iraní conocido por interpretar a Kush Kazemi en la serie EastEnders.

## Biografía
Tiene un hermano menor llamado Bobby Ghadami.

## Carrera
Davood es representado por la agencia "Sainou Talent Agency".
En el 2006 apareció como invitado en el sexto episodio de la quinta temporada de la popular serie de espías Spooks donde interpretó al príncipe Wissam.
En el 2010 dio vida al patólogo Duncan Clark en varios episodios de la temporada 27 de la serie Taggart.
En el 2011 apareció como invitado en la popular serie de ciencia ficción Doctor Who donde interpretó a Jim, un miembro a bordo del "Teselecta".
En el 2012 obtuvo un pequeño papel en la película John Carter donde interpretó a uno de los guerreros Stayman.
El 18 de octubre del mismo año apareció como personaje recurrente en la serie médica Doctors donde dio vida a Aran Chandar hasta el 29 de noviembre del 2013. Anteriormente Davood había interpretado a Tariq Kalbasi durante los episodios "Harry: A Decorous Death" y "Harry: Architect of Fortune".
En el 2013 apareció como personaje invitado en varios episodios de la serie médica Casualty donde dio vida a Ramin Tehrani, la pareja del enfermero James "Jamie" Collier, hasta el 2014. Anteriormente había aparecido por primera vez en el 2003 donde interpretó a Mero Hashid en los episodios "Holding On: Part 1 & 2".
El 20 de octubre del 2014 se unió al elenco principal de la popular serie británica EastEnders donde interpreta a Khoroush "Kush" Kazemi, el hijo de Carmel Kazemi, hasta ahora.

## Filmografía[4]

### Series de televisión
| Año             | Título            | Personaje       | Notas                                     |
| --------------- | ----------------- | --------------- | ----------------------------------------- |
| 2014 - presente | EastEnders        | Kush Kazemi     | 171 episodios                             |
| 2015            | Valentine's Kiss  | Greg            | episodio # 1.1 - miniserie                |
| 2013 - 2014     | Casualty          | Ramin Tehrani   | 5 episodios                               |
| 2012 - 2013     | Doctors           | Aran Chandar    | 13 episodios                              |
| 2013            | Law & Order: UK   | Russell         | episodio "Paternal"                       |
| 2013            | Skins             | Raj             | 2 episodios                               |
| 2013            | Life's Too Short  | Mesero          | episodio "Easter Special"                 |
| 2013            | Silent Witness    | Ali Kolathi     | 2 episodios                               |
| 2011            | Top Boy           | Maestro         | episodio # 1.3                            |
| 2011            | Doctor Who        | Jim             | episodio "Let's Kill Hitler"              |
| 2010            | Taggart           | Duncan Clark    | 6 episodios                               |
| 2010            | Bloody Foreigners | Plautinianus    | episodio "The Untold Invasion of Britain" |
| 2009            | Criminal Justice  | Josh Hughes     | 2 episodios - miniserie                   |
| 2006            | Spooks            | Príncipe Wissam | 2 episodios                               |
| 2005            | The Bill          | Faz             | 2 episodios                               |

### Películas
| Año  | Título        | Personaje      | Notas                                                                                                 |
| ---- | ------------- | -------------- | --- |
| 2014 | Desert Dancer | Líder de Basij | junto a Nazanin Boniadi, Freida Pinto, Tom Cullen, Reece Ritchie, Simon Kassianides y Marama Corlett  |
| 2012 | John Carter   | Guerrero       | junto a Taylor Kitsch, Lynn Collins, Samantha Morton, Willem Dafoe, Thomas Haden Church y Mark Strong |

### Apariciones
| Año  | Programa              | Personaje          | Notas       |
| ---- | --------------------- | ------------------ | ----------- |
| 2011 | The A to Z of Crime   | -                  | 3 episodios |
| 2007 | The Omid Djalili Show | Hombre de la Mafia | 4 episodios |

### Teatro
| Año  | Obra                          | Personaje                | Director (a)  | Teatro                     | Notas |
| ---- | ----------------------------- | ------------------------ | ------------- | -------------------------- | ----- |
| 2011 | 13                            | Amir                     | Thea Sharrock | National Theatre           | -     |
| 2009 | Lord of the Flies             | Ralph                    | Marcus Romer  | Pilot Theatre              | -     |
| 2008 | Looking for JJ                | Frankie/Stevie/Mr Cottis | Marcus Romer  | Pilot Theatre/York Theatre | -     |
| 2008 | High Level Cleaning (Reading) | Fahed                    | Kay Mellor    | Prince Of Wales Theatre    | -     |
| 2007 | Bouncers                      | Ralph                    | Marcus Romer  | York Theatre               | -     |
| 2007 | Looking Back in Anger         | Cliff                    | Marcus Romer  | Pilot Theatre              | -     |
| 2006 | East is East                  | Tariq                    | Damian Cruden | Pilot Theatre              | -     |
| 2005 | Deadlines                     | Karim/Mitch              | Caroline Hunt | Theatre 503                | -     |
| 2005 | Much Ado About Nothing        | Varios Personajes        | Adam Barnard  | Orange Tree Theatre        | -     |
| 2005 | Macbeth                       | Varios Personajes        | Adam Barnard  | Orange Tree Theatre        | -     |

## Premios y nominaciones
| Año  | Categoría     | Premio             | Serie      | Resultado |
| ---- | ------------- | ------------------ | ---------- | --------- |
| 2015 | Best Newcomer | British Soap Award | EastEnders | Nominado  |